# كارولين ريبو
كانت كارولين ريبو (نحو 1840-1927) صانعة قبعات باريسية ومصممة أزياء فرنسية. افتتحت أول متجر صغير لها في جادة ماتيغنون 9 في باريس عام 1865 واستمرت في إدارته خلال حياتها. افتتحت ريبو متاجر أخرى أيضًا في باريس ولندن ابتداءً من عام 1870. دربت صانعي قبعات آخرين أصبحوا مشهورين بحد ذاتهم، منهم صانعة القبعات الأمريكية ليلي داشي وصانعة القبعات الفرنسية روز فالوا. يقع أشهر متجر لها في شارع رو دو لا باي 23 في باريس، الذي استمر بالعمل بعد وفاتها لما يقارب ثلاثة عقود.
كانت ريبو أول من أضاف الوشاح إلى قبعات النساء، كما عززت ترويج الأوشحة الملونة. ابتكرت تصاميم قبعات فريدة من نوعها، وطورت نماذج وأنماط مثل قبعات القش الكبيرة ذات الحواف، واعتبرت واحدة من أوائل صانعي القبعات الذين قدموا قبعة كلوش النسائية عام 1914. منذ نحو عام 1870، ولأكثر من خمسين عامًا، عرفت بأنها ملكة في ابتداع تصاميم القبعات ولقبت «ملكة صانعي القبعات». اختيرت لتمثل التجارة الباريسية في معرض باريس العالمي لعام 1900.

## حياتها المهنية

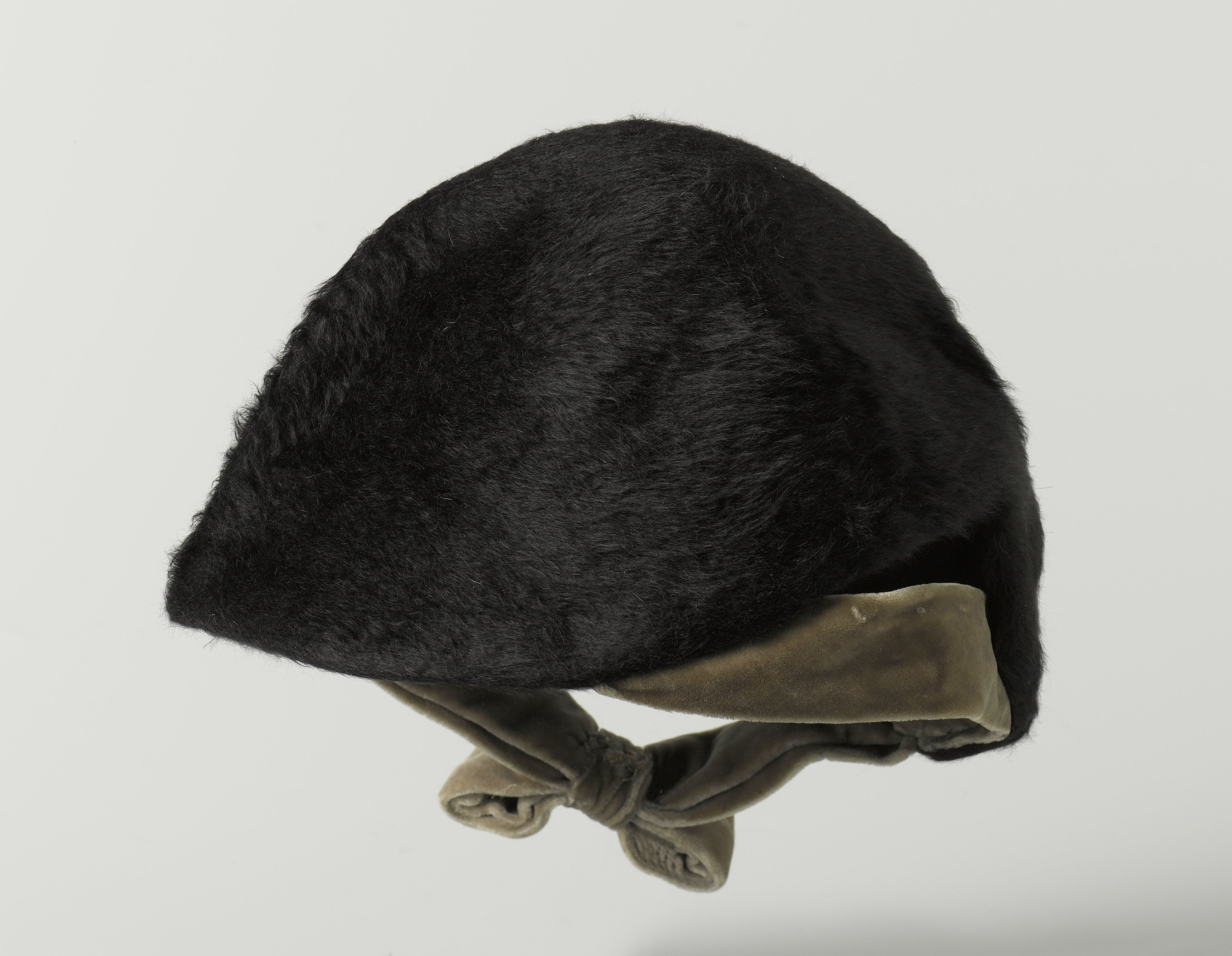
قبعة مصنوعة من قبل كارولين ريبو

ولدت ريبو نحو عام 1840 ونشأت في باريس. كان والدها صحافيًا باريسيًا يدعى تشارلز ريبو. كانت والدتها بلجيكية الأصل وهي سيدة ذات رتبة ملكية، شقيقة البارون لو روي غاوساندري، وزير التعليم العام في بروكسل خلال حكم الملك لويس فيليب. بدأت ريبو بالتدرب عند صانع قبعات آخر لتتعلم المهنة. ساندت المحكمة الروسية عملها واشترت قبعاتها، فأصبح اسمها منذ ذلك الحين معروفًا باسم «دار أزياء ريبو» الذي أصبح مقصدًا لنساء المجتمع الثري للاقتناء من تصاميم قبعاتها.
جذبت تصاميم ريبو الإبداعية خلال ستينيات القرن التاسع عشر انتباه الأميرة بولين فون مترنيش والإمبراطورة أوجيني. افتتحت ريبو متجرًا في جادة ماتغينون 9 في باريس عام 1865، وعملت فيه طوال حياتها. حافظت ريبو على هذا المتجر كقاعدة انطلاق لها وافتتحت متاجر أخرى أيضًا في كل من باريس ولندن. كان عنوانها الأكثر شهرة في أواخر القرن التاسع عشر وأوائل القرن العشرين يقع في شارع رو دو لا باي 23. صنعت ريبو اسمًا لنفسها في عالم تصاميم القبعات في كل من أوروبا والولايات المتحدة وكان لقبها «ملكة صانعي القبعات». صرحت جمعية «القبعة الحمراء» العالمية بأن ريبو تعتبر الاسم الأول الأهم في عالم صناعة القبعات، وأن اسمها مرتبط ارتباطًا وثيقًا بعالم أزياء الهوت كوتور، وذلك لأن تصاميم قبعاتها صنفت في نفس مستوى تصاميم الأزياء تلك.
وظفت ريبو 150 امرأة خلال عام 1898، واختيرت لتمثل التجارة الباريسية في معرض باريس العالمي عام 1900. تقاسمت أرباح العمل مناصفة مع فريقها المكون من أمين الصندوق وكبيرة العاملات ورئيسة المشغل وكبيرة المدراء، ما شكل سلوكًا تجاريًا يشهد لها به. ساعدت المصممين الآخرين الذين دربتهم سابقًا على افتتاح محال تجارية في مدينة نيويورك وأماكن أخرى، فتدربت صانعة القبعات الأمريكية الشهيرة ليلي داشي على يد ريبو لمدة خمس سنوات. قامت كذلك مؤسسة «روز فالوا» لتصميم القبعات عام 1927 بإدارة إحدى المتدربات السابقات لدى ريبو، السيدة فيرناند كلويه بمساعدة فيرا لي وشركائها وحققت نجاحًا مماثلًا. (روز فالوا هو الاسم المستعار المهني الذي تستخدمه السيدة كلويه)، وكان مقر المتجر في شارع رو رويال 18 في باريس.
عرفت ريبو لأكثر من خمسين عامًا بملكة قبعات الموضة الإبداعية، وطلبت تصاميمها بالقدر نفسه الذي طلبت به تصاميم المصمم العالمي تشارلز فريدريك وورث الذي يعتبر أب أزياء الهوت كوتور.